# 2063
2063 (ММLXIII) е обикновена година, започваща в неделя според григорианския календар. Тя е 2063-ата година от новата ера, шестдесет и третата от третото хилядолетие и четвъртата от 2060-те.